# كارمين ليند بيترسن
كارمين ليند بيترسن (بالإسبانية: Carmen Lind Pettersen)‏ هي فنانة غواتيمالية، ولدت في 6 مارس 1900 في غواتيمالا في غواتيمالا، وتوفيت في 1991 في إدارة إسكوينتلا في غواتيمالا.